# Le Miroir qui glaçait
Le Miroir qui glaçait (titre original : The Secret of the Haunted Mirror) est un roman de Robert Arthur et de Mary Virginia Carey, paru en 1974 chez Random House aux États-Unis, faisant partie de la série policière pour adolescents Les Trois Jeunes Détectives.
Traduit par Claude Voilier, avec des illustrations de Françoise Pichard, le roman est paru une première fois en France en 1981 dans la Bibliothèque verte, puis en 1998 dans le cadre d'une réédition.
La rédaction du roman fut attribuée à Alfred Hitchcock pour des motifs publicitaires et de marketing dans les éditions de 1974 à 1984.

## Résumé
« Les trois jeunes détectives » (Hannibal, Peter et Bob) sont amenés à enquêter de la manière la plus inattendue qui soit : une amie de l'oncle Titus, madame Darnley, fait poursuivre par son chauffeur Warrington un homme qui tentait de voler un grand et lourd miroir entreposé dans sa belle demeure. Le voleur parvient à s'enfuir.
Madame Darnley habite la maison qui appartenait jadis à l'illusionniste Drakestar. Elle fait visiter sa demeure aux trois jeunes gens et leur présente les membres de la maisonnée. Elle leur montre le miroir que l'homme voulait dérober : un miroir entouré d'un cadre en bois épais et en acier. Ce miroir est appelé « miroir de Chiavo », du nom de son créateur.
Alors que les visiteurs examinent ce tableau, un homme se présente chez Mme Darnley. Il dit s'appeler M. Santora. Il propose à madame Darnley de lui acheter le miroir pour une forte somme, expliquant que le miroir est doté de pouvoirs mystérieux et pourrait être dangereux. En fait, selon lui ce miroir serait « maudit ». Il leur raconte l'histoire de ce miroir, depuis sa création jusqu'à son usage par Diego Manolos. Quand ce dernier est mort, sa veuve l'a revendu à Mme Darnley. Santora se prétend être le descendant de Chiavo : c'est pourquoi il veut racheter ce miroir.
Le neveu de Mme Darnley, Jeff, indique aux Trois Détectives que le miroir pourrait effectivement être maudit. La nuit passée, un rire démoniaque a retenti près du miroir et Jeff l'a bien cru ensorcelé.
Engagés par Mme Darnley pour en savoir plus sur le miroir et l'identité de celui qui a tenté de le voler, les Trois Détectives visitent de fond en comble la maison, sans rien trouver.
Le lendemain, Peter Crentch croise par hasard dans la rue le voleur de la veille. Il le suit en cachette jusqu'à un hôtel. Là, l'homme s'enfuit, et Peter découvre Santora profondément blessé dans une des chambres. Peter alerte les secours.
La nuit suivante, alors qu'Hannibal surveille le miroir, des cris et des rires démoniaques retentissent, censés émaner de Chiavo, lui glaçant le sang. Il allume la lumière : il n'y a personne dans la pièce.
Par la suite, les recherches des trois détectives se tournent vers trois directions :
- le motif réel de Santora dans sa proposition d'acheter le miroir ; la raison de son attaque par le voleur ;
- le motif de la tentative de vol par le voleur, dont l'identité est découverte (Juan Gomez) ;
- la localisation de Baldini, un illusionniste devenu misérable et que les Trois Détectives soupçonnent d'avoir tenté d'effrayer la maisonnée à la demande de l'un des deux personnages précités.

Le fait que Santora et Gomez, comme jadis Chiavo, viennent de la petite république hispanophone de Ruffino, permet aux jeunes aventuriers de résoudre l'affaire : tout tourne autour du président de la République, Alfredo Garcia. La cadre du miroir contient un précieux microfilm qui permettrait à Juan Gomez de faire pression sur Alfredo Garcia. Santora est un ami du président, chargé par lui de récupérer le microfilm. Baldini avait été engagé pour effrayer Mme Darnley. Le miroir et son cadre n'ont jamais été ensorcelés ou maudits.
Dans l'épilogue, les trois aventuriers sont remerciés par Alfred Hitchcock. Hannibal Jones répond aux questions laissées en suspens.